# ماتيو بارو
ماتيو بارو (بالإيطالية: Matteo Paro)‏ هو لاعب كان في نادي سيينا للدرجة الثانية، وفي موسم 2006-2007 انضم إلى يوفنتوس عندما نفذت العقوبة على الفريق بالهبوط للدرجة الثانية وخصم 17 نقطة من رصيده بسبب قضية الكالشيو بولي. وهو من مواليد 17 مارس 1983 ولاعب وسط في فريق اليوفنتوس وقد تميز في هذا الموسم إذ كان له الفضل الكبير في تغطية الملعب.

## روابط خارجية
- ماتيو بارو على موقع قاعدة بيانات كرة القدم.إي يو (الإنجليزية)
- ماتيو بارو على موقع عالم كرة القدم.نت (الإنجليزية)
- ماتيو بارو على موقع كووورة
- ماتيو بارو على موقع AS.com (الإسبانية)